# Pictichromis ephippiata
Pictichromis ephippiata is een straalvinnige vissensoort uit de familie van dwergzeebaarzen (Pseudochromidae). De wetenschappelijke naam van de soort is voor het eerst geldig gepubliceerd in 1996 door Gill, Pyle & Earle.